# Бахманяр
Абуль Гасан Бахманяр ибн Марзубан Аджами Адарбайджани (полное имя перс. ابوالحسن بهمنیار بن مرزبان‎ / Abul-Ḥasan Bahmanyār ibn Marzubān 'Ajamī Aḍarbāyijānī) (умер в 1066 году) — персидский медик, учёный и философ XI века.

## Биография
О жизни Бахманяра известно очень мало. Вероятно, был персом. Родом из Иранского Азербайджана. Изначально исповедовал зороастризм, позднее принял ислам.
Подобно своему учителю, Авиценне, Бахманяр был последователем философии Аристотеля в науке. В известном своём труде «ат-Тахсиль» («Познание») он касается и некоторых вопросов по медицине. Он изучал труды по медицине таких средневековых учёных Востока, как Абу Бакр Мухаммад ар-Рази, Али Ибн Аббас, аль-Бируни, аль-Кинди и других. Знание им арабского языка было небезупречным.

## Учение о познании
Человеческое познание, по Бахманяру, проходит следующие четыре ступени:
- 1) потенциальный врождённый разум;
- 2) переходная ступень от потенциального состояния к активному: привычный разум, формирующийся, развивающийся и совершенствующийся путём упражнений и обучения на основе чувственного материала;
- 3) приобретённый разум, развивающийся в результате привычного разума и на его основе;
- 4) актуальный разум, являющийся чисто духовной деятельностью и осуществляющий мышление без всякой примеси чувственного материала.